# 1980年モスクワオリンピックのスイス選手団
1980年モスクワオリンピックのスイス選手団（1980ねんモスクワオリンピックのスイスせんしゅだん）は、1980年7月19日から8月3日にかけてソビエト連邦の首都モスクワで開催された1980年モスクワオリンピックのスイス選手団、およびその競技結果。今大会のスイス選手団は、ソビエト連邦によるアフガニスタン侵攻への抗議として五輪旗を使用した。

## 概要
今大会は金メダル2個、合計2個のメダルを獲得した。

## メダル
| メダル | 選手名                     | 競技   | 種目                  |
| ------ | -------------------------- | ------ | --------------------- |
| 金     | ロベルト・ディルブンディ   | 自転車 | 男子4000m個人追い抜き |
| 金     | ヨルグ・ロースリスベルガー | 柔道   | 86kg級                |